# Christian Vargas
Christian Israel Vargas Claros (Cochabamba, 8 de setembro de 1983) é um futebolista profissional boliviano que atua como Zagueiro, Lateral-Direito.

## Carreira
Christian Vargas se profissionalizou no Jorge Wilstermann.

## Seleção
Christian Vargas integrou a Seleção Boliviana de Futebol na Copa América de 2011.